# Населені пункти Ліхтенштейну

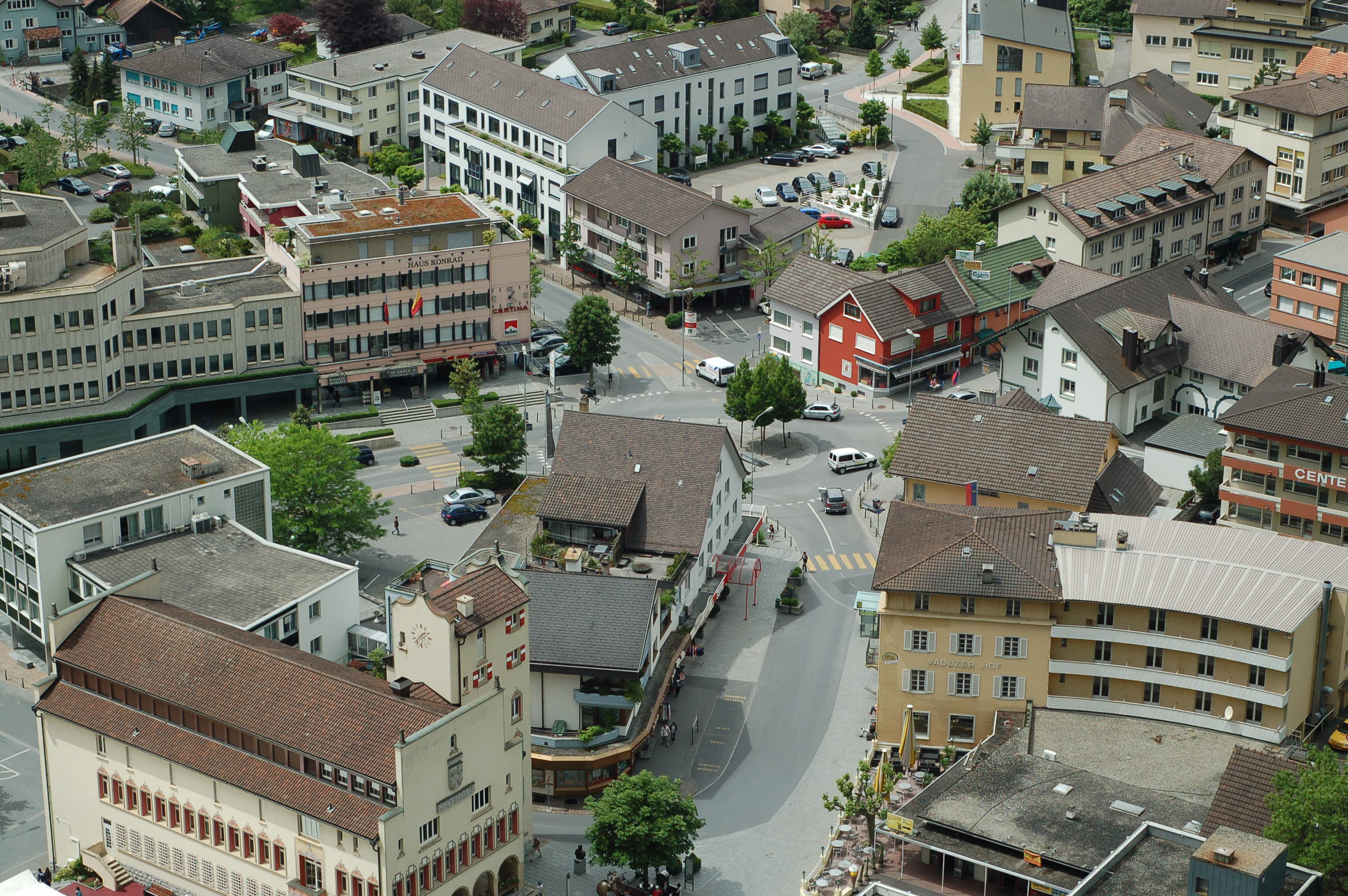
Вадуц

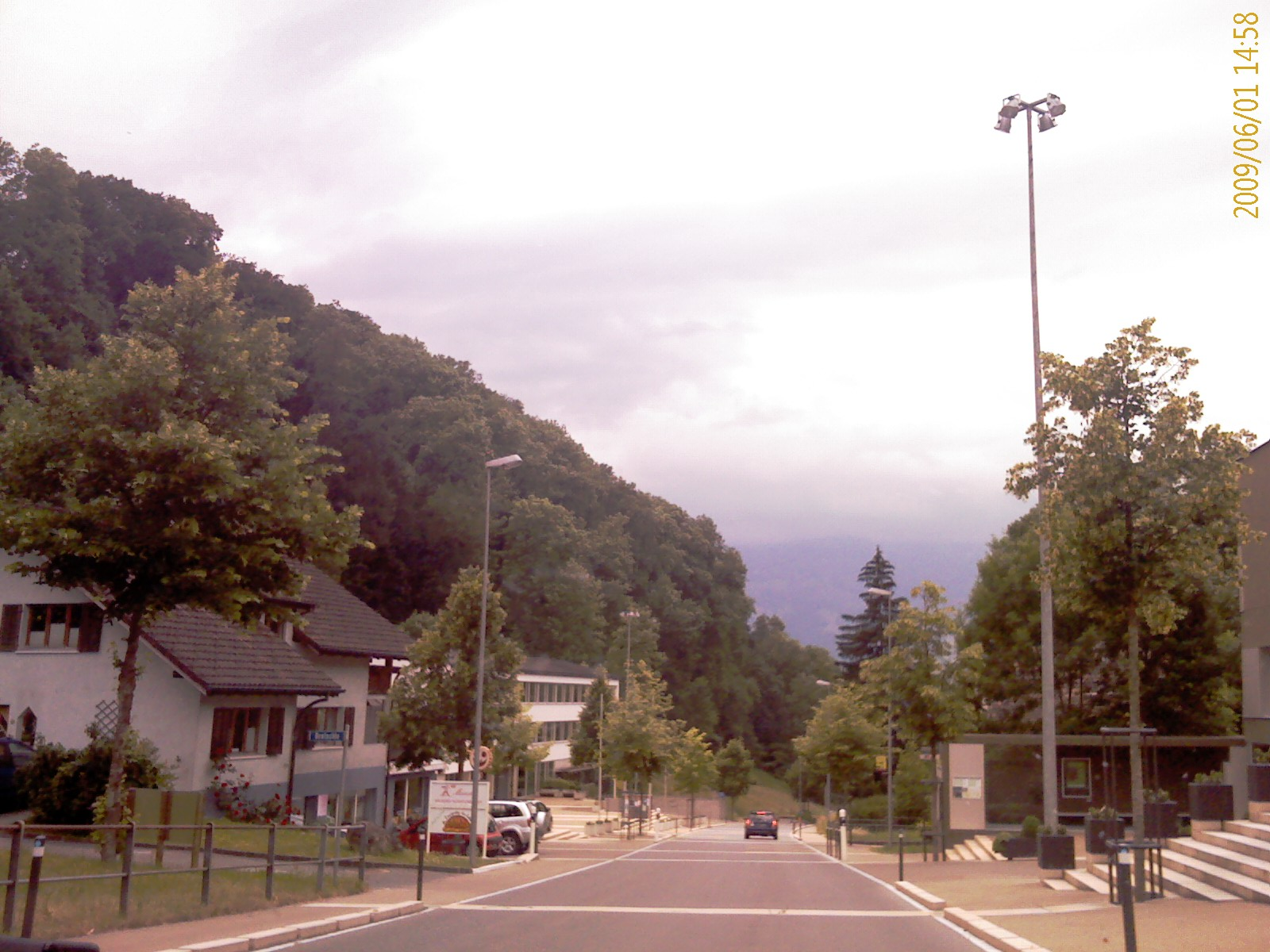
Гампрін

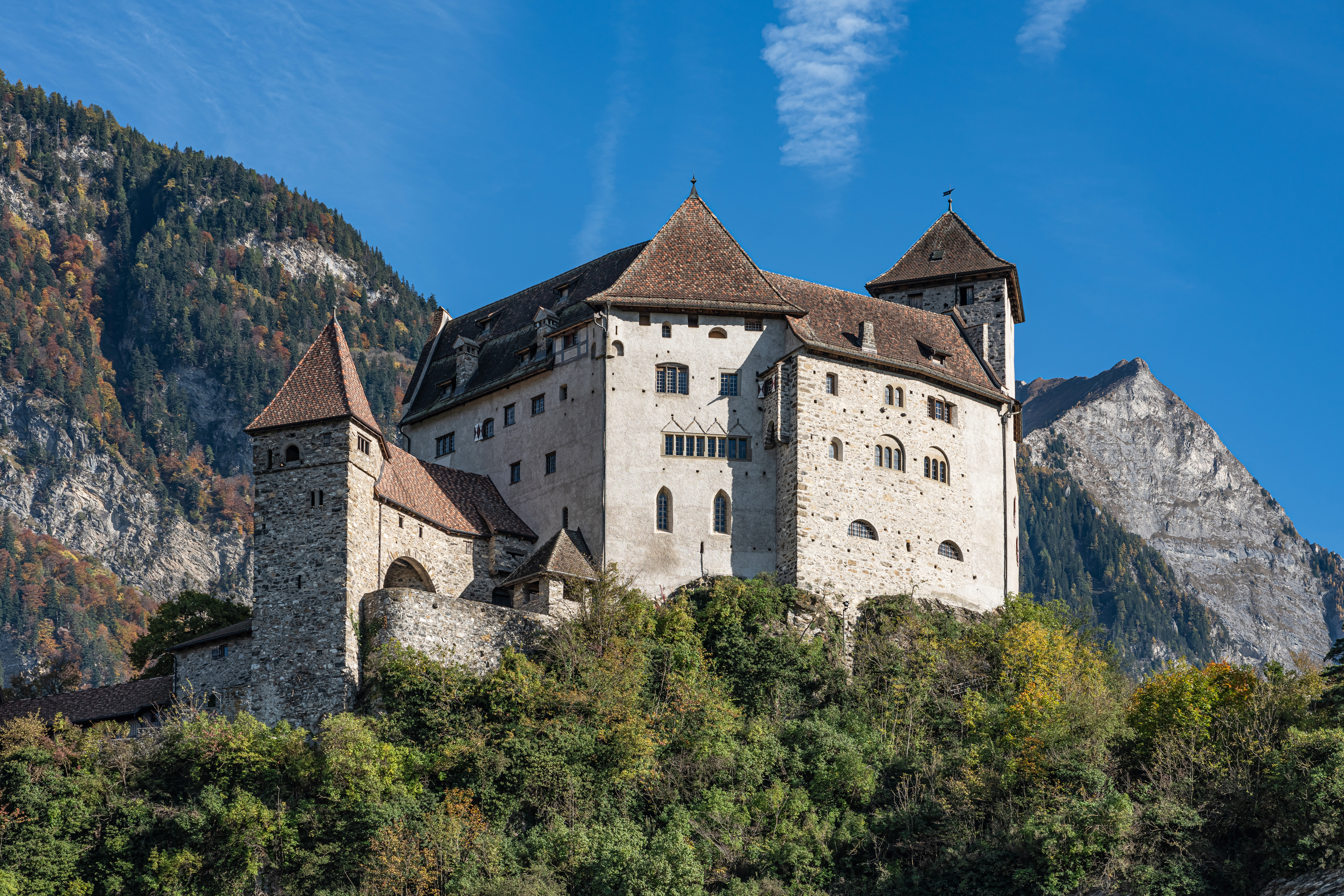
Бальцерс

|  | Службовий список статей, створений для координації робіт з розвитку теми. Це попередження не встановлюється на інформаційні списки і глосарії. |

## Громади
Верхній Ліхтенштейн (Оберланд):
- Бальцерс
- Вадуц
- Планкен
- Трізен
- Трізенберг
- Шаан

Нижній Ліхтенштейн (Унтерланд):
- Гампрін
- Ешен
- Маурен
- Руґґель
- Шелленберг

## Села
- Бендерн
- Вангерберг
- Гафлай
- Гінтер-Шелленберг
- Ебенгольц
- Заміна
- Зілум
- Зюка
- Мазеша
- Мальбун
- Мельс
- Мюлегольц
- Нендельн
- Ротенбоден
- Шанвальд
- Штег